# Vira (Gambarogno)
Pour les articles homonymes, voir Vira.
Vira (Gambarogno) est une localité de Gambarogno et une ancienne commune suisse du canton du Tessin.

## Histoire
Vira est une ancienne commune suisse avant le 25 avril 2010. La localité a fusionné avec les communes de Caviano, de Contone, de Gerra, d'Indemini, de Magadino, de Piazzogna, de San Nazzaro, et de Sant'Abbondio pour former la commune de Gambarogno. Cette fusion est effective depuis le 25 avril 2010. Son ancien numéro OFS est le 5134.

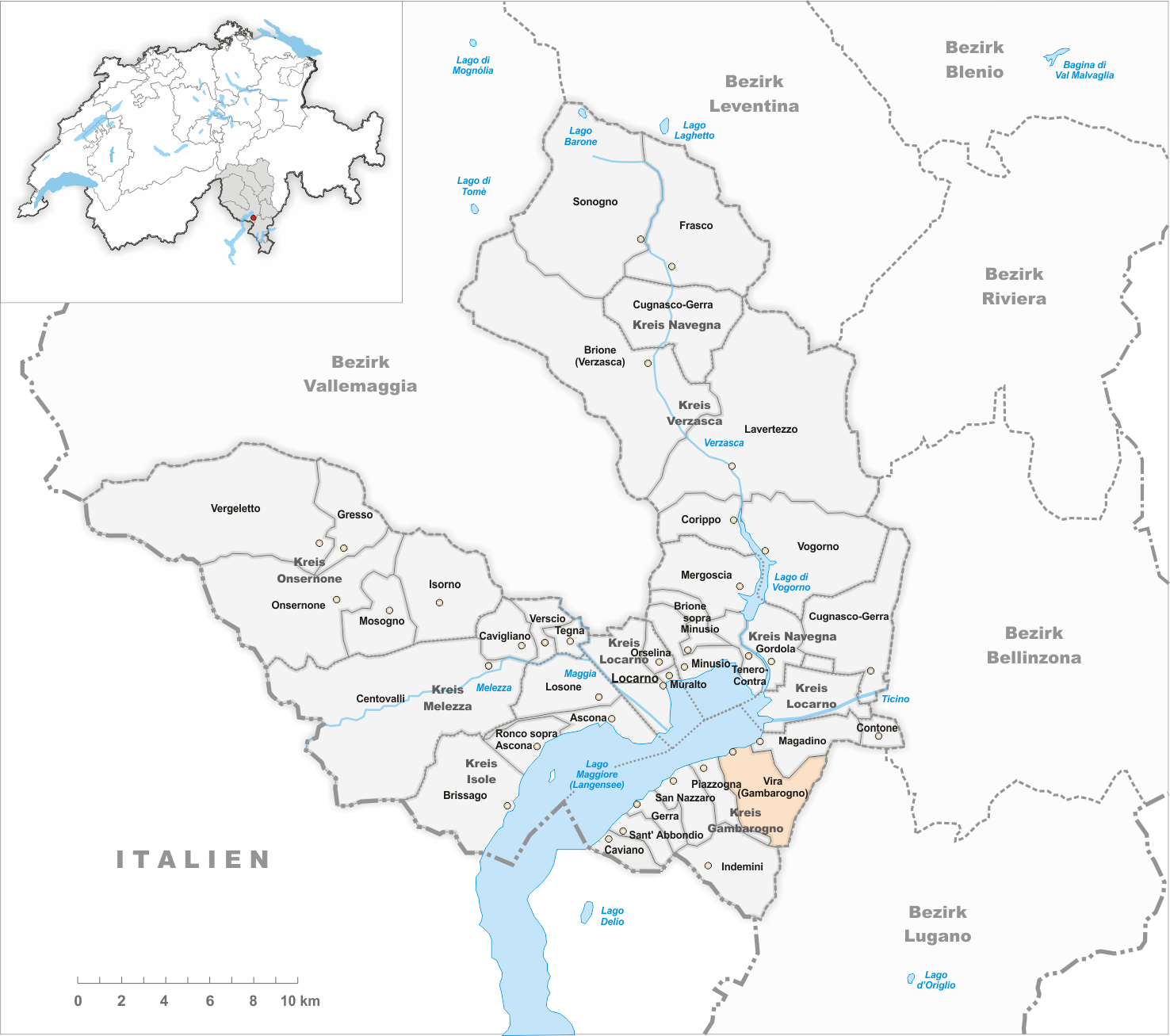
Carte de l'ancienne commune de San Vira.

Photo aérienne (1965).

## Géographie
Vira est reliée à l'Italie par l'alpe di Neggia.

## Personnalités
- Peter Travaglini, artiste, sculpteur et graphiste, né en 1927, originaire de Vira (Gambarogno).